# Painesville
Painesville is een plaats (city) in de Amerikaanse staat Ohio, en valt bestuurlijk gezien onder Lake County.

## Demografie
Bij de volkstelling in 2000 werd het aantal inwoners vastgesteld op 17.503.
In 2006 is het aantal inwoners door het United States Census Bureau geschat op 17.933, een stijging van 430 (2.5%).

## Geografie
Volgens het United States Census Bureau beslaat de plaats een oppervlakte van
17,3 km², waarvan 15,5 km² land en 1,8 km² water. Painesville ligt op ongeveer 253 m boven zeeniveau.

## Plaatsen in de nabije omgeving
De onderstaande figuur toont nabijgelegen plaatsen in een straal van 12 km rond Painesville.